# Benoît Régent
Benoît Michel Régent (Nantes, 19 dicembre 1953 – Zurigo, 22 ottobre 1994) è stato un attore francese, attivo sia in teatro che nel cinema.

## Biografia
Dopo aver frequentato la scuola d'arte drammatica "Jean Périmony" di Parigi, Benoît Régent fu ammesso al Conservatorio Nazionale d'Arte Drammatica sempre a Parigi, dove seguì gli insegnamenti di Antoine Vitez e Jean-Paul Roussillon. Fece il suo debutto sul palcoscenico nel 1970, recitando nella pièce teatrale Testa d'oro di Paul Claudel, per la regia di Denis Llorca. Insieme ad altri principianti come Thierry Fortineau e Christophe Malavoy, si unì poi alla troupe del regista Stuart Seide per recitare in Troilo e Cressida, di William Shakespeare nel 1974, e Peccato che sia una sgualdrina, di John Ford. Il successo di questi spettacoli fu il trampolino di lancio della sua carriera. Nel 1981 venne diretto da Patrice Chéreau in Peer Gynt di Henrik Ibsen, e nel 1983 ne I paraventi di Jean Genet.
In campo cinematografico, dove recitò sempre in ruoli secondari, si fece notare nel film Mosse pericolose di Richard Dembo, che gli valse una candidatura ai premi César nel 1985 come miglior promessa maschile. Raggiunse finalmente ruoli importanti con film come Una fiamma nel mio cuore (1986), Una recita a quattro (1988) e Non sento più la chitarra (1991). Il suo ruolo più conosciuto fu quello di Olivier Benoît in Tre colori - Film blu (1993), primo capitolo della trilogia dei colori creata da Krzysztof Kieślowski.
Régent morì a soli 40 anni il 22 ottobre 1994 a seguito di un aneurisma mentre si trovava a Zurigo dove aveva da poco terminato le riprese del film Noir comme le souvenir, uscito poi postumo l'anno successivo. È sepolto nel cimitero di Bagneux.

## Filmografia parziale
- L'Indiscrétion, regia di Pierre Lary (1982)
- La Java des ombres, regia di Romain Goupil (1983)
- Un dimanche de flic, regia di Michel Vianey (1983)
- Stella, regia di Laurent Heynemann (1983)
- Mon ami Washington, regia di Helvio Soto (1984)
- Train d'enfer, regia di Roger Hanin (1984)
- Mosse pericolose (La Diagonale du fou), regia di Richard Dembo (1984)
- Rouge-gorge, regia di Pierre Zucca (1985)
- L'estate prossima (L'Été prochain), regia di Nadine Trintignant (1985)
- Subway, regia di Luc Besson (1985)
- Spécial police, regia di Michel Vianey (1985)
- Un uomo, una donna oggi (Un homme et une femme: 20 ans déjà), regia di Claude Lelouch (1986)
- Round Midnight - A mezzanotte circa (Autour de Minuit), regia di Bertrand Tavernier (1986)
- Noir et blanc, regia di Claire Devers (1986)
- Una fiamma nel mio cuore (Une flamme dans mon cœur), regia di Alain Tanner (1987)
- Una recita a quattro (La Bande des quatre), regia di Jacques Rivette (1988)
- Accord parfait, regia di Arsène Floquet (1988)
- La maison de Jeanne, regia di Magali Clément (1988)
- A Soldier's Tale, regia di Larry Parr (1988)
- Bunker Palace Hôtel, regia di Enki Bilal (1989)
- Doctor M. (Dr. M), regia di Claude Chabrol (1990)
- Non sento più la chitarra (J'entends plus la guitare), regia di Philippe Garrel (1991)
- Tre colori - Film blu (Trois Couleurs: Bleu), regia di Krzysztof Kieślowski (1993)
- Tre colori - Film rosso (Trois Couleurs: Rouge), regia di Krzysztof Kieślowski (1994)
- Du fond du cœur, regia di Jacques Doillon (1994)
- En mai, fais ce qu'il te plaît, regia di Pierre Grange (1995) - postumo
- ...à la campagne, regia di Manuel Poirier (1995) - postumo
- Noir comme le souvenir, regia di Jean-Pierre Mocky (1995) - postumo